# Akerlof tragacspiaca
Akerlof tragacspiaca az aszimmetrikus információra épülő közgazdasági modellnek a magyar nyelvben elterjedt elnevezése. A modellt George Akerlof amerikai közgazdász, a Kaliforniai Egyetem professzora alkotta meg 1970-ben megjelent, The Market for Lemons: Quality Uncertainty and the Market Mechanism (magyarul kb. A selejtek piaca: minőségi bizonytalanság és a piaci mechanizmus) című cikkében. Akerlof ezzel a piacok összeomlását (kontraszelekcióját) leíró modelljével megteremtette az aszimmetrikus információ közgazdaságtanának alapjait; ezen a területen végzett kutatásaiért 2001-ben meg is kapta a közgazdasági Nobel-díjat.

## A használt autók piaca
Tegyük fel, hogy a használt autók piacán kétféle minőségű kocsi van jelen: jó és rossz minőségű avagy „tragacs” (utóbbi angol a 20. század eleji köznapi megnevezése után a jogba is átültetett lemon, azaz „citrom”). Egyik vevőnek vagy eladónak sincs akkora ereje, hogy befolyásolja a piacon kialakult egyensúlyi árat, hanem mindannyian elfogadják azt, vagyis versenyzői piacról beszélhetünk. A jó és rossz minőségű autók aránya 50–50%. Az alábbi táblázat a vevőknek és az eladóknak a két minőségre vonatkozó rezervációs árát szemlélteti (azt az árat, amit a vevők maximálisan hajlandók adni egy autóért, illetve amennyi az a legkisebb ár, amiért az eladók már hajlandók áruba bocsátani a kocsit).
|                     | Vevők rezervációs ára (Ft) | Eladók rezervációs ára (Ft) |
| Rossz minőségű autó | 200 000                    | 100 000                     |
| Jó minőségű autó    | 600 000                    | 500 000                     |

A továbbiakban két teljesen eltérő esetben vizsgáljuk a kialakuló egyensúlyt: 
- ha a piacon tökéletes informáltság áll fenn, illetve
- ha az eladók információs előnyben vannak a vevőkhöz képest.

### Egyensúly tökéletes informáltság mellett
A tökéletes információs helyzet egyszerűen azt jelenti, hogy egy tetszőlegesen kiválasztott autóról mind a vevők, mind az eladók meg tudják állapítani, hogy milyen minőségű. Mivel ebben az esetben a használt autók egyik fél számára sem alkotnak homogén csoportot, nem tekinthetők egyetlen jószágnak: a piac két különálló piacra bomlik: a rossz és a jó kocsikéra.
A rossz minőségű autókért a vevők legfeljebb 200 ezer forintot hajlandók adni, az eladók pedig akkor adják el a kocsijukat, ha azért legalább 100 ezer forintot kapnak. Világos, hogy minden rossz kocsit el fognak adni, méghozzá 100 ezer forintért, mert az eladók közti verseny az árat a rezervációs árukig szorítja le.
A jó minőségű autók hasonlóan gazdára lelnek, mivel ezek vevői értékelése (600 ezer forint) is nagyobb az eladói értékelésüknél (500 ezer forintnál). Hosszú távon ennek a minőségnek az ára is 500 ezer forinton stabilizálódik.

### Egyensúly aszimmetrikus információ mellett: a kontraszelekció
Ha feltesszük, hogy az általuk kínált autók minőségét csak az eladók ismerik, a vevők pedig nem tudják a vásárlás során megállapítani, hogy egy kocsi jó-e vagy rossz, akkor a piacon a minőségre vonatkozó információ aszimmetrikus. A vevők egyedül azt tudják, hogy a két minőség megoszlása 50–50%. Ekkor azonban a vásárlók legfeljebb {\displaystyle 0,5\cdot 200\;000+0,5\cdot 600\;000=400\;000} forintot volnának hajlandók adni egy autóért, vagyis a két minőségre vonatkozó rezervációs áruk számtani átlagát. A vevők ajánlata tehát 400 ezer forint lesz bármely kocsira. Ekkor viszont a jó minőségű autóval rendelkező eladók kivonulnak a piacról, mert ők a maguk kocsiját csak 500 ezer forintért (vagy többért) hajlandók áruba bocsátani. Ez a jelenség a kontraszelekció.
Az események sora azonban ezzel nem ér véget. A vevők ismerik az eladók rezervációs árait, így tudják, hogy a jó minőségű kocsikat kivitték a piacról, ott már csak selejtes autók, "tragacsok" vannak. Ekkor viszont lejjebb viszik az árajánlatukat, 200 ezer forintra. A rossz minőségű autók gazdára lelnek, végül 100 ezer forintért. Az 50%-os arányt képviselő jó kocsik viszont nem tudtak eljutni a vevőkhöz, pedig társadalmi szempontból ez hasznos lenne, hiszen számukra többet érnek.
Racionális kérdésnek tűnik, hogy a jó minőségű autót kínáló eladók miért nem tájékoztatják vevőiket a kocsijuk minőségéről? Ha azonban ezt végiggondoljuk, rájövünk, hogy az autóselejtek eladói is biztosan jónak hazudják a portékájukat. A vevőknek tehát nem szabad megbízni az effajta „tájékoztatásban”.

### A selejt-feltétel
Ha minden más tényező változatlansága mellett a vevőknek a jó minőségű autóra vonatkozó rezervációs ára nem 600, hanem 900 ezer forint lenne, akkor az árajánlatuk aszimmetrikus információ mellett (vagyis a megoszlásokkal súlyozott átlag) {\displaystyle 0,5\cdot 200\;000+0,5\cdot 900\;000=550\;000} forint volna. Ez viszont már nagyobb a jó minőségű kocsik eladóinak rezervációs áránál. Ebben a módosított esetben a jó autókat is eladják. A vevők egyik fele rosszul fog járni (mert rossz minőségű autót vett 550 ezerért), másik részük pedig jól (mert jó minőségűt vettek ugyanennyiért), de elmondható, hogy minden olyan jószág elkelt a piacon, aminek a vevői értékelése nagyobb volt az eladói értékelésénél.
Ahhoz tehát, hogy az aszimmetrikus információval „terhelt” piacon ne lépjen fel kontraszelekció, annak a feltételnek – a selejt-feltételnek – a teljesülése szükséges, amely kimondja, hogy a vevők átlagos (az általuk ismert vagy vélt megoszlással súlyozott) rezervációs ára nagyobb kell hogy legyen az eladók jó minőségű kocsira vonatkozó rezervációs áránál.